# イカルス 214
イカルス 214
- 用途：練習機
- 設計者：Sima Milutinović
- 製造者：イカルス
- 運用者：ユーゴスラビア空軍
- 初飛行：1949年8月7日
- 生産数：20機 + 試作機2機
- 運用開始：1949年
- 退役：1970年

イカルス 214（セルビア語: Икарус 214 Ikarus 214）は、1950年代初めにユーゴスラビアで製造された軍用機である。
元々は偵察機兼軽爆撃機として考えられていたが、試作機の試験で想定した任務には性能不足であることが分かったため練習機・輸送機として生産された。

## 開発

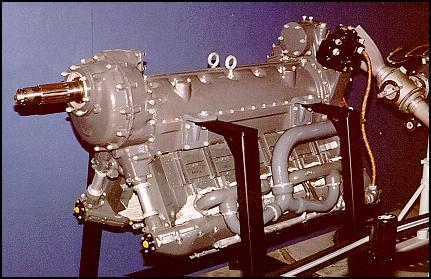
イカルス 214の試作機に搭載されたレンジャー V-770エンジン

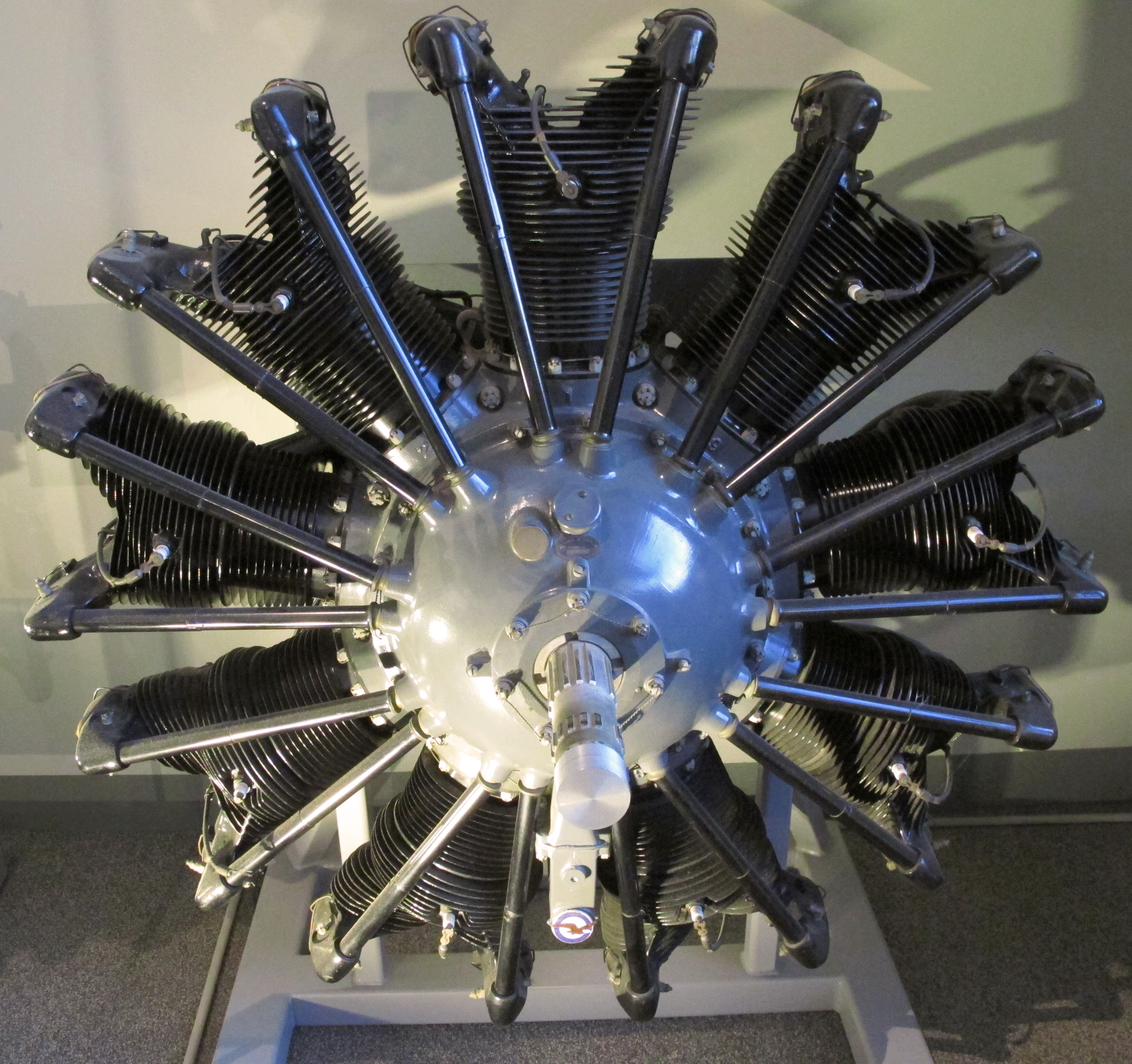
イカルス 214の量産機に搭載されたプラット・アンド・ホイットニー R-1340エンジン

Sima Milutinovićにより設計された片持ち式の低翼単葉機で双尾翼のイカルス 214は、1949年8月7日に初飛行を行った。木製構造の双発機であり、作戦/任務により2名から4名の乗員を搭乗させた。主脚は搭載するレンジャー V-770C-B1エンジンのナセル内に引き込まれたが、量産型ではエンジンはプラット・アンド・ホイットニー R-1340AN-1が採用された。
引き込み式降着装置の開発の遅れにより量産型とは異なり、試作初号機は固定脚であった。初飛行時に片側エンジンが停止したため操縦していたNikola Simic中尉はゼムンの飛行場に引き返そうとしたが、機体は高度を失いイカルス工場の近くに墜落して操縦士は死亡した。調査の結果、事故原因はプロペラのフェザリング機構の不具合、降着装置への大きな抗力、小さな垂直尾翼、左右の推力不均衡、エンジン出力の不足といった要因が組み合わさったためであった。
同じエンジンを搭載した試作2号機は、引き込み式の降着装置を備えると共に垂直尾翼の面積を拡大して1951年に飛行した。飛行試験完了後にこの機体は1957年10月10日までユーゴスラビア空軍で使用された。イカルス 214Fと命名された写真偵察機に改装された機体が1959年に事故により除籍されるまで飛行した。

## 運用の歴史
試作機2機と量産型20機の合計22機のみが生産されたイカルス 214は、試験飛行で双発軽爆撃機という要求仕様には合致しないことが判明したため広く使用されることは無かった。
練習機型のイカルス 214ASは、主に爆撃機の操縦士と航法士の訓練に使用された。
輸送機型のイカルス 214Dは、8名の乗客か空挺兵を搭乗させることができた。
海上偵察機仕様は、任務に適した装備が不足していたため、昼間と好天時に限定された運用となった。
イカルス 214PPとイカルス 214AM2の2機が、海洋哨戒と対潜兵器を搭載して対潜哨戒機として運用された。
全てのイカルス 214が1967年に軍務から退役した。
6機がユーゴスラビア航空協会へ寄贈され、リュブリャナ、ザグレブ、ノヴィ・サド、ヴルシャツ、スコピエ、サラエヴォの各地の飛行クラブで飛行を続け、輸送とスカイダイビングの用途に使用された。民間機としてのイカルス 214は全機が1970年代に引退した。
当初に意図した役割では十分満足する成功は収めなかったが、イカルス 214は飛行クラブのスカイダイバー達には好評であった。

## 現存機
1機のイカルス 214がベルグラード空港にある航空博物館に所蔵されている。

## 型式
イカルス 214レンジャー V-770C-B1エンジンを搭載した試作機。
イカルス 214Dプラット・アンド・ホイットニー R-1340AN-1エンジンを搭載した型。
イカルス 214AS練習機。
イカルス 214F写真偵察用の偵察機。
イカルス 214PP対潜機。
イカルス 214AM2対潜機の改良型。

## 運用
ユーゴスラビア
- ユーゴスラビア空軍
  - 第570対潜航空隊 (1961-1964)
  - 第571対潜航空隊 (1961-1964)
  - 第679輸送航空隊 (1961-1966)

## 要目
出典: Janić, Čedomir. "Rogožarski AŽR" (in (Serbian)). Aeromagazin 17 (-{YU}--Београд: BB Soft),p 34. ISSN 1450-6068.
諸元
- 乗員: 2
- 定員: 8
- 全長: 11.20 m （38 ft 9 in）
- 全高: 3.95 m （13 ft 0 in）
- 翼幅: 16.20 m（53 ft 2 in）
- 翼面積: 29.80 m2 （321 ft2）
- 空虚重量: 3,965 kg （3,741 lb）
- 運用時重量: 5,025 kg （11,078 lb）
- 動力: プラット・アンド・ホイットニー R-1340AN-1 星形エンジン、450 kW （600 hp）   × 2

性能
- 最大速度: 365 km/h  227 mph
- 航続距離: 1,080 km  670 miles
- 実用上昇限度: 7,000 m （23,000 ft）